# کارلوس فابیان لیب
کارلوس فابیان لیب (انگلیسی: Carlos Fabián Leeb؛ زادهٔ ۱۸ ژوئیهٔ ۱۹۶۸) بازیکن فوتبال اهل آرژانتین است.
از باشگاه‌هایی که در آن بازی کرده‌است می‌توان به باشگاه فوتبال استودیانتس، باشگاه اتلتیکو ایندپندینته، و باشگاه فوتبال بانفیلد اشاره کرد.